# Michał Sokaler
Michał Sokaler (ur. ?, zm. w 1942 w obozie zagłady w Bełżcu) – doktor praw, adwokat, dyrygent.

## Życiorys
Ukończył studia prawnicze na Uniwersytecie Jana Kazimierza we Lwowie. Uzyskał tytuł doktora wszech praw. 
Był dyrygentem tamtejszego Żydowskiego Chóru Akademickiego „Kinor”. Po I wojnie światowej przez pewien czas dyrygował chórem mieszanym Lwowskiego Żydowskiego Towarzystwa Muzycznego. Po zajęciu Lwowa przez wojska niemieckie trafił do getta. W sierpniu 1942 r. został wywieziony do obozu zagłady w Bełżcu i tam zamordowany. 